# Joux
Joux é uma comuna francesa na região administrativa de Auvérnia-Ródano-Alpes, no departamento de Ródano. Estende-se por uma área de 25,18 km². Em 2010 a comuna tinha 724 habitantes (densidade: 28,8 hab./km²).